# 中島健太 (画家)
中島健太（なかじま けんた、1984年12月10日 - ）は、日本の洋画家。女性をモデルにした写実絵画を得意とする。2009年・2014年に日展の最高賞である特選を受賞。白日会会員。日展準会員。「完売画家」として知られる。

## 経歴
東京都出身。高等学校3年生まで美術ではなくアメリカンフットボールに没頭、在学していた高校の美術教諭の影響を受け美術の道を志す。
新宿美術学院に在籍、一浪ののち武蔵野美術大学造形学部油絵科に入学。大学在学中からプロの画家として活動を始める。
2008年、武蔵野美術大学卒業。大学卒業後2008年10月に、池袋の東武百貨店で初個展を開催し、この個展では作品が完売した。
2009年、日展に初出展し、特選を受賞した。中島は当時24歳であり、初出展としては最年少の特選受賞であった。
2014年、日展に出展し二度目の特選を受賞した。20代のうちに二度目の特選受賞は、小磯良平と並ぶ記録である。
2018年4月、タレントのベッキーをモデルにした肖像画を蔦屋書店、NEWoMan新宿などで展示した。
同年8月末から9月にかけての3日間に、大阪・梅田の蔦屋書店において36時間ライブペインティングに挑戦した。また、BSフジ『ESPRIT JAPON』の企画において、女優の新川優愛をモデルとした、金箔工芸と絵画を融合させた絵画を制作した。この頃には、「完売画家」としてテレビ番組などのメディアでも取り上げられた。
2019年には、東京芸術大学出身の漫画家山口つばさとねとらぼで対談。
同年7月、瀬戸内寂聴を描き、TBS『NEWS23』で特集された。
同年9月16日、TBSの情報番組『グッとラック！』の番組ポスターを描き、同番組の木曜日コメンテーターとしての出演も発表された。
2020年2月19日、YouTubeチャンネルを開設。

## 人物

### 技法
写真から絵を描き起こす表現手法をとっており、その撮影時にはモデルとのコミュニケーション・取材に重点をおいている。これに関して中島は、ただの写真ではなく絵画である必要性は生身の人間が描くゆえの非合理な部分にあり、表面的に出てこない雰囲気を画家というフィルターを通して表現していると述べている。
中島の作品には女性がモデルの作品が多い。当初、女性の人物画を描く理由は単に女性にモテたいためであったが、後に女性の「強さ」と「生き様」を描きたいと思うようになったとインタビューに答えている。

### 芸術観
本人のTwitter上において、「#画家として生きるために」と題して画家観を語っている。

### 評価
中島の人物画は「内面的な魅力を描き出す」「温もりがある絵」と評されている。
制作した作品はすべて完売し、手元に1枚も残っていないことから「完売画家」と評される。

## 主な個展・グループ展
2008年
- 東武百貨店池袋店

2009年
- 東武百貨店池袋店

2010年
- 三越日本橋本店

2011年
- そごう横浜店

2012年
- そごう広島店
- そごう神戸店

2013年
- 西武渋谷店
- 高輪プリンスホテル（高輪会）

2014年
- 日本橋三越本店

2015年
- 東美ミュージアム展 TOBI WAVE（東京美術倶楽部）
- 中島健太油彩画展 中島健太 個展 〜新章〜（富山市民プラザ、そごう大宮店）

2016年
- 創ること。造ること。創と造 現代日本絵画・工芸新作展出品（五都美術商連合会、東京美術倶楽部ほか）
- 中島健太 個展 〜新章〜（そごう大宮店）
- 牧阿佐美バレヱ団60周年記念「若き才能が描くバレエダンサー」（西武池袋本店）[14]

2018年
- 若き才能が描くバレエダンサー vol.2（西武池袋本店、そごう横浜店）[15]

2020年
- 中島健太油彩画展-旅路-（大和富山店）[16]

2021年
- 中島健太展-zone-（日本橋高島屋、京都高島屋、横浜高島屋、大阪高島屋）[17]

## 受賞歴
- 2008年、一般佳作賞[1]
- 2009年、白日会A賞[1]、第41回日展特選
- 2014年、改組新第1回日展特選、第1回中山アカデミーアワード大賞[18]

## 主な作品

### 絵画
- 『滑走路に限りなく近い場所』 - 2009年日展特選
- 『After Dark』 - 2014年日展特選 [6]
- 『匿名の地平線-ver.blue-』 - 改組 新 第4回日展（2017年）[19]、第6回日展（2019年）出品作品[20][21]
- 『呼吸』（2018年） - モデル：ベッキー
- 『Frozen Time-不変-』『Frozen Time-揺らぎ』（2018年） - モデル：新川優愛
- 『3メートルの片想い』『めざましくんは背中で語る』（2018年） - モデル：永島優美
- 『可能性』（2018年） - モデル：紀平梨花
- 『進化』（2018年） - モデル：宮原知子
- 『志』（2018年） - モデル：坂本花織
- 『慈悲』（2019年） - モデル：瀬戸内寂聴
- 『黒柳徹子』（2021年） - モデル：黒柳徹子

### 制作協力など
- テレビドラマ『コンフィデンスマンJP』（フジテレビ） - 美術協力[5]
- テレビドラマ『4分間のマリーゴールド』（TBS） - 美術協力[22]
- テレビドラマ『元彼の遺言状』（フジテレビ） - 美術協力[23]

## エピソード
- 美術教師を目指して美大に通っていたが、経済的理由で卒業できるか不安になり、画家を目指し在学中にプロになる。プロの画家の方がなれると思ったと語っている。
- 才能は着火剤、あった方がいいけど燃え続ける（売れ続ける）ためには薪をくべてくれる人が必要だと語っている
- TRiCERのオークション企画「START」に油絵で描いたラーメン二郎[24]を出品。オークション企画内の落札額１位となる251,000円で落札される。落札者はハリセンボンの近藤春菜で、彼女のブログ内で明かされた[25]ほか、自宅に飾られている様子が『ダウンタウンDX』（読売テレビ）で放送された。
- 甘いものが好きでやめられないと自覚している。たまに砂糖絶ちをして体の変化を喜ぶが[26]、また甘いものを食べるを繰り返してしまう。
- 体育会系で中学時代はバスケットボール部、高校時代はアメリカンフットボール部（ポジションはラインバッカー）だった[27]。
- 2021年2月に『徹子の部屋』に出演。黒柳徹子の肖像画を披露した。
- 大学時代に父が病に倒れ急逝[27][28]。自身の生活の為に六本木の高級キャバクラ店でバイトをしていた。月給をもらうという今となっては貴重な体験をしたし、戻りたくはないけどいい社会経験だったと懐かしんで語っている[27]。
- 中島の声は低音で優しく丁寧な言葉づかいで話すので、毎週金曜日21時のYouTubeは「眠りに誘う」ライブペインティングとなっている。「先週寝落ちしました」の報告に喜ぶ。
- 中島もイケメンと言われているが、彼の弟は中島が嫉妬するくらい男前だといっている。
- はてなブログにて「中島健太 画家の晩ご飯」というタイトルでブログを更新していたが、現在は非公開となっている。。
- フジテレビのテレビドラマ『元彼の遺言状』にて絵画協力を担当。第10話（2022年6月13日放送）にはエキストラ出演した。

## メディア出演
- ESPRIT JAPON（BSフジ、2018年7月13日）
- コンフィデンスマンJP 第3話 美術商編（フジテレビ、2018年4月23日）
- ひねくれ3（テレビ東京、2019年4月13日）
- 中居正広の金曜日のスマイルたちへ（TBS、2019年4月19日）
- simple style-オヒルノオト-（JFN、2019年7月18日）
- NEWS23（TBS、2019年7月26日）
- STEP ONE（J-WAVE、2019年7月29日 - 8月1日）
- 白の美術館（テレビ朝日、2019年8月21日、8月29日）
- 1Hセンス（フジテレビ、2019年12月8日）
- グッとラック!（TBS、2019年10月 - 2020年9月24日）[29] - 木曜日コメンテーター
- 徹子の部屋（テレビ朝日、2021年2月16日)
- ミラスゴ～未来がすごくよくなる?!占い番組～（BS21トゥエルビ、2021年11月7日・11月14日）
- 一撃解明バラエティ ひと目でわかる!!（日本テレビ、2021年11月30日）
- 西川あやの おいでよ!クリエイティ部（文化放送、2022年5月3日） - 青木理の代役
- バラいろダンディ(TOKYO MX、2022年5月20日・7月20日・9月6日・10月25日)

## 出版
- 画集『WORKS OF KENTA NAKAJIMA』〜画家として生きるために〜（2019年9月23日発売、GATE合同会社）
- 著書『完売画家』（2021年8月31日発売、CCCメディアハウス）

## 若手アーティストへの支援

### ARTIST NEW GATE
中島健太とGallery Seekが企画・主催する新人アーティスト発掘コンテスト。第1回は2020年に、第2回は2021年に開催された。
出品費用はかからない。グランプリは賞金50万円が贈られるほか、副賞として大阪のあべのハルカス近鉄本店アートギャラリーで個展を開催することができた。
第1回の審査では、審査員全員が違う作品を推薦し、グランプリ選考が難航した。いわゆる審査員長は設けておらず、審査員全員が同じ1票で決めている。
- 第1回・第2回審査員
  - 洋画家 中島健太
  - 福井江太郎（日本画家）
  - 絹谷香菜子（日本画家）
  - 岩崎かおり（アートコレクター）
  - 加藤信介（エイベックス株式会社執行役員）
  - 塩野秀樹（Gallery Seek代表）
  - 宮本典羊（あべのハルカス近鉄本店美術担当）
- 第2回ゲスト審査員
  - ayaka nakamura（第1回グランプリ受賞者）
- 第4回ゲスト審査員
  - 佐藤詩織

### 学校支援プロジェクト「Yellz@school」
学校応援オンラインコミュニティ「Yellz」が主催する支援プロジェクトにて、中島健太と和洋九段女子中学校高等学校美術部で作品を共同制作する。
和洋九段女子中学校高等学校は、2022年に創立125周年を迎えることから、この企画を記念事業として位置づけ、講堂に飾る100号の絵を中島指導のもと制作する。
- 第1回（2021年4月27日）
オンライン上で、自己紹介、質問タイム、ディスカッション、テーマのまとめと次回の宿題。
- 第2回（2021年7月30日）
和洋九段女子中学校高等学校の美術部室にて、中島が絵のテーマや、選んだ理由を確認。描くときのポイントや、進め方などをアドバイスし、リクエストに応えて即興のライブドローイングをした。
- 第3回（2021年11月16日）
4つのグループに分かれて制作した下絵についてお互いに感想などを発表。
- 第4回（2022年6月14日）
中島が描いた下絵を基に、本格的な制作作業を行った。

## 旅するミュシャ
中島健太の愛猫ミュシャ（ブリティッシュショートヘア）がさまざまな名画の中に登場する絵画を、中島本人が描いている。これは『時空を超えてミュシャが名画を旅する』がコンセプトとなっている。
YouTubeで作画の様子を毎週金曜日21時からライブ配信している。ライブ配信中には、名画解説や技法解説をしている。
中島の技法でない作品を描くのは疲れるようで、たまにミュシャが自宅に戻って写実で描く。
作品の最後に描き加えられる中島のサインは、ライブ視聴者からの意見を採用して色を決めるので『サインの色の時間』として名物コーナーになっている。
完成した作品はTRiCERAで販売している。また、完成した作品をステッカーにしてファンサイト有料会員に配られている。数枚はオフィシャルウェブサイト内のオフィシャルショップで販売されている。そのステッカーと一緒に写した写真を「＃旅するミュシャ」をつけてツイートし、Twitter内でファンと交流している。
2021年4月20日、旅するミュシャが『madame FIGARO japon』電子版にて連載が始まる。文章は中島本人が書き、ミュシャとのかけ合いで話が進む。案内人が中島でミュシャがアートの世界を旅する内容。ミュシャの一人称は『あたち』である（手塚治虫の漫画『ブラック・ジャック』に登場するピノコから引用したと、ライブ内で語っている）。
ミュシャは『旅するミュシャ ダイジェスト版』のYouTube動画の時に登場するが、カメラに映る時間は少ない。中島が呼んでも来ないことが多い。
2022年2月13日から19日に「旅するミュシャ展 〜名画を旅する猫〜」が東京都港区高輪のTRiCERA Museumで開催され、以下のものが展示された。
- リンゴの籠のある静物（ポール・セザンヌ）
- 猫と金魚（アンリ・マティス）
- ファン・ゴッホの椅子（フィンセント・ファン・ゴッホ）
- すみれの花束をつけたベルト・モリゾ（エドゥアール・マネ）
- ルーヴシエンヌの雪（アルフレッド・シスレー）

他4点